# 브루클린 아이스크림 팩터리

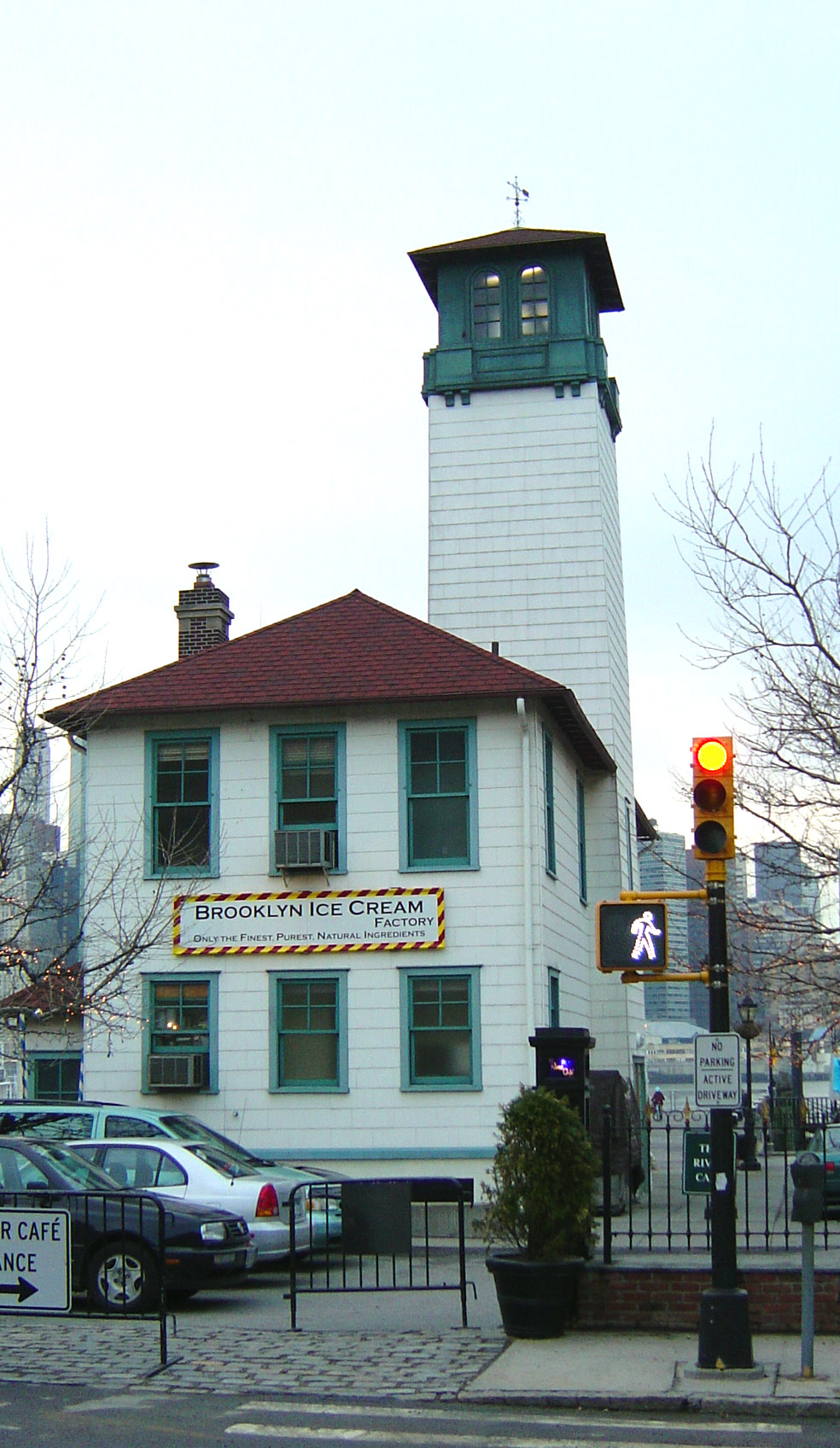
브루클린 아이스크림 팩터리

브루클린 아이스크림 팩터리(Brooklyn Ice Cream Factory)는 뉴욕 브루클린 풀턴페리 부두에 위치한 아이스크림 가게이다. 소방선 하우스를 가게로 바꾼 것이며, 창문으로는 덤보의 모습이 보인다.

## 역사
가게는 2001년 9·11 테러가 얼마 지나지 않아서 마크 톰프슨에 의해 문을 열었다. 톰프슨은 펜실베이니아주에 위치한 가족이 운영하는 가게 마토니스(Martoni's)에서 아이스크림 만드는 기술을 배웠다.

## 아이스크림
모든 아이스크림과 핫 퍼지는 신선하게 만들어진다. 달걀을 사용하지 않아 유지방 함량이 작다. 초콜릿, 바닐라 등과 같은 8개의 아이스크림 메뉴가 있으며, 방부제가 함유되어 있지 않다.

## 평가
선데이 타임스, Frommer's New York City 2011, New York City for Dummies는 "뉴욕 최고의 아이스크림"이라고 평했다.